# Elias Atallah
Elias Atallah (ur. 1947) – polityk libański, lider Demokratycznego Ruchu Lewicy.
Urodził się w dystrykcie Szuf, w rodzinie chrześcijańskiej. Ukończył psychologię i filozofię. W 1971 roku wstąpił do Libańskiej Partii Komunistycznej. Podczas wojny domowej w Libanie dowodził milicjami Jammoul, walczącymi z prawicowymi bojówkami i Izraelczykami. W 2004 roku wraz z lewicowymi intelektualistami utworzył Demokratyczny Ruch Lewicy, którego został pierwszym przewodniczącym. Z ramienia tej partii był członkiem libańskiego Zgromadzenia Narodowego w latach 2005–2009.